# Kim Ung-yong
Dans ce nom coréen, le nom de famille, Kim, précède le nom personnel.
Kim Ung-Yong, né le 8 mars 1962 à Gangneung, est un scientifique coréen et un ancien enfant prodige. Il figure dans le Livre Guinness des records dans la catégorie des plus hauts QI au monde ; son quotient intellectuel a été estimé à 210.
Peu de temps après sa naissance, Kim montre des dons intellectuels extraordinaires. Il commence à parler à 4 mois, peut tenir une conversation à 1 an et demi ; à l'âge de 4 ans, il est capable de lire le japonais, le coréen, l'allemand et l'anglais. Il ne lui faut qu'un mois pour apprendre une langue étrangère. Après 1 an et 7 mois, il apprend des concepts d'algèbre et peut comprendre le calcul différentiel. Le 2 novembre 1967, alors qu'il est âgé de 4 ans, il parvient à résoudre des problèmes complexes de calcul différentiel et de calcul intégral dans une émission de télévision japonaise. Toujours dans sa petite enfance, il écrit des poèmes et peint des toiles qui furent jugées très favorablement.
De 5 à 8 ans, Kim assiste aux cours de physique de l'Université d'Hanyang en tant qu'auditeur libre. En 1970, âgé de 7 ans, il est invité aux États-Unis par la NASA, où il termine ses études supérieures. En 1974, pendant ses études, il commence ses recherches à la NASA et continue à y travailler jusqu'à son retour en Corée en 1978.
Après être revenu en Corée du Sud, il décide de passer de la physique à l'ingénierie civile à l'Université d'État du Colorado et reçoit un doctorat dans ce domaine. Il a publié plus de 90 articles sur l'hydraulique dans des journaux scientifiques. En 2008, il est professeur adjoint à l'Université nationale de Chungbuk.